# FAM3C
FAM3C‏ (Family with sequence similarity 3 member C) هوَ بروتين يُشَفر بواسطة جين FAM3C في الإنسان.

## الوظيفة
هذا الجين عضو في عائلة تشابه التسلسل 3 (FAM3)، ويُشفّر بروتينًا مُفرزًا بنطاق GG. لُوحظ تغيّر في التعبير الجيني لهذا البروتين في الخلايا المُشتقة من سرطان البنكرياس. وُصفت مُتغيرات الوصل النسخي البديل التي تُشفّر نفس البروتين. كما دُرست وظائف FAM3C وتعبيره الجيني في أدمغة الثدييات، والتي أظهرت أن انخفاض مستوى FAM3C يرتبط بظهور مرض آلزهايمر المُتقطع (AD)، مما سلّط الضوء على FAM3C كهدف علاجي واعد لمرض آلزهايمر. علاوة على ذلك، زُعم أن مستوى FAM3C يُمثّل علامة حيوية لمرض آلزهايمر، إلى جانب السابوسين د.